# Episodi di Baywatch (seconda stagione)
| nº | Titolo originale                          | Titolo italiano                    | Prima TV USA     | Prima TV Italia | Anno produzione |
| -- | ----------------------------------------- | ---------------------------------- | ---------------- | --------------- | --------------- |
| 1  | Nightmare Bay: I e II Part                | Il mostro della baia: I e II parte | 7 dicembre 1991  |                 | 1991            |
| 2  | Nightmare Bay: I e II Part                | Il mostro della baia: I e II parte | 14 dicembre 1991 |                 | 1991            |
| 3  | The One That Got Away                     | L'esca                             | 5 ottobre 1991   |                 | 1991            |
| 4  | Money, Honey                              | Soldi! Soldi! Soldi!               | 12 ottobre 1991  |                 | 1991            |
| 5  | The Fabulous Buchannon Boys               | Il pontile pericoloso              | 19 ottobre 1991  |                 | 1991            |
| 6  | Point of Attack                           | Prima e dopo                       | 26 ottobre 1991  |                 | 1991            |
| 7  | Sandcastles                               | Casa dolce casa                    | 2 novembre 1991  |                 | 1991            |
| 8  | Thin or Die                               | Il peso della vita                 | 9 novembre 1991  |                 | 1991            |
| 9  | The Trophy: I e II Part                   | Il trofeo: I e II parte            | 16 novembre 1991 |                 | 1991            |
| 10 | The Trophy: I e II Part                   | Il trofeo: I e II parte            | 23 novembre 1991 |                 | 1991            |
| 11 | If Looks Could Kill                       | Fascino assassino                  | 30 novembre 1991 |                 | 1991            |
| 12 | Reunion                                   | Un raduno movimentato              | 1º febbraio 1992 |                 | 1991            |
| 13 | War of Nerves                             | Guerra di nervi                    | 8 febbraio 1992  |                 | 1991            |
| 14 | Big Monday                                | Sulla cresta dell'onda             | 15 febbraio 1992 |                 | 1991            |
| 15 | Sea of Flames                             | Sogno premonitore                  | 22 febbraio 1992 |                 | 1991            |
| 16 | Now Sit Right Back and You'll Hear a Tale | L'isola di Gilligan                | 29 febbraio 1992 |                 | 1991            |
| 17 | The Chamber                               | La camera iperbarica               | 7 marzo 1992     |                 | 1992            |
| 18 | Shark's Cove                              | Il fratello maggiore               | 25 aprile 1992   |                 | 1991            |
| 19 | The Lost Treasure of Tower 12             | Un ammiratore poeta                | 2 maggio 1992    |                 | 1991            |
| 20 | The Big Spill                             | Acque tossiche                     | 9 maggio 1992    |                 | 1991            |
| 21 | Game of Chance                            | Gioco delle probabilità            | 16 maggio 1992   |                 | 1991            |
| 22 | Summer of '85                             | L'estate dell'85                   | 23 maggio 1992   |                 | 1992            |

## Il mostro della baia: I parte
- Titolo originale: Nightmare Bay: Part I
- Diretto da: Gregory Bonann
- Scritto da: Michael Berk e Douglas Schwartz
- Interpreti: David Hasselhoff (Mitch Buchannon), Tom McTigue (Harvey Miller), Richard Jaeckel (Ben Edwards), Billy Warlock (Eddie Kramer), Erika Eleniak (Shauni McClain), Jeremy Jackson (Hobie Buchannon), Monte Markham (Capitano Don Thorpe), Gregory Alan Williams (Garner Ellerbee), Andrea Thompson (Devon Connor), Pamela Bach (Kaye Morgan), David Spielberg (Eric Van Alden), Albert Stratton (Robert McClain), Kelly Garrison (Linda Harrelson), Shanel Cason (Tiana), Patricia Hodges (madre di Jordan e Tiana), Wesley Jonathan (Jordan), Bobby Wynn (membro della gang), François Chau (Tadashi), Heinz Altieri (Heinz), Evelyn Bakerges (giornalista), Dwayne Barnes (Carter), Gregory Barnett (Jim Barnett), Doc Duhame (Mike), Richard Ellis (Walt), Michael Newman (Michael Newman), Adrian Pearson (Alice), Steve Picerni (Nick)

### Trama
Al largo della costa Mitch salva Linda Harrelson, una fotografa subacquea. Linda, sotto shock, racconta una storia strana, cioè di essere stata attaccata da una creatura mostruosa. Inoltre il compagno di Linda è morto e la barca è andata distrutta. Da questa storia, Kaye Morgan, un'ambiziosa giornalista del The Venice Voice, pubblica una notizia sensazionale sulla presenza di un mostro nella baia. Harvey Miller, nuovo guardaspiaggia che ha un carattere da burlone, inizia a vendere delle magliette con il logo del mostro. Shauni si trova in disappunto con il proprio padre perché questo non approva il suo lavoro di guardaspiaggia. Mitch pressa il Capitano Thorpe affinché vengano acquistati i potenti motoscafi Scarab.

## Il mostro della baia: II parte
- Titolo originale: Nightmare Bay: Part I
- Diretto da: Gregory Bonann
- Scritto da: Michael Berk e Douglas Schwartz
- Interpreti: David Hasselhoff (Mitch Buchannon), Tom McTigue (Harvey Miller), Richard Jaeckel (Ben Edwards), Billy Warlock (Eddie Kramer), Erika Eleniak (Shauni McClain), Jeremy Jackson (Hobie Buchannon), Monte Markham (Capitano Don Thorpe), Gregory Alan Williams (Garner Ellerbee), Andrea Thompson (Devon Connor), Pamela Bach (Kaye Morgan), David Spielberg (Eric Van Alden), Albert Stratton (Robert McClain), Kelly Garrison (Linda Harrelson), Shanel Cason (Tiana), Patricia Hodges (madre di Jordan e Tiana), Wesley Jonathan (Jordan), Bobby Wynn (membro della gang), François Chau (Tadashi), Heinz Altieri (Heinz), Evelyn Bakerges (giornalista), Dwayne Barnes (Carter), Gregory Barnett (Jim Barnett), Doc Duhame (Mike), Richard Ellis (Walt), Michael Newman (Michael Newman), Adrian Pearson (Alice), Steve Picerni (Nick)

### Trama
Quando viene data notizia della presenza del mostro, un peschereccio viene attaccato dalla misteriosa creatura. Mitch e Devon Connor, una guardaspiaggia che è un'attivista pro ambiente, sospettano della presenza del mostro. Kaye pensa che ci sia un collegamento su una compagnia che ha il diritto di estrazione del petrolio e l'esistenza del mostro. Shauni si interessa al caso di due ragazzini poveri e insiste che frequentino il corso per guardaspiaggia. Nel frattempo il Capitano Thorpe riesce ad ottenere il primo Scarab.

## L'esca
- Titolo originale: The One That Got Away
- Diretto da: Gus Trikonis
- Scritto da: Ronni Kern
- Interpreti: David Hasselhoff (Mitch Buchannon), Tom McTigue (Harvey Miller), Richard Jaeckel (Ben Edwards), Billy Warlock (Eddie Kramer), Erika Eleniak (Shauni McClain), Jeremy Jackson (Hobie Buchannon), Monte Markham (Capitano Don Thorpe), Gregory Alan Williams (Garner Ellerbee), Vanessa Angel (Megan), Rick Dean (il pescatore), Lydie Denier (hostess francese), Joseph Lennon McCord (pescatore), John Touchstone (uomo del bagno), Patricia Leal (guardaspiaggia Brooke), Gregory Barnett (Jim Barnett)

### Trama
La spiaggia è diventata un luogo pericoloso, frequentato dai delinquenti. Perciò iniziano le lezioni di autodifesa con l'aiuto di Garner. Megan, una guardaspiaggia australiana, che studia biologia marina, viene attaccata da uno psicopatico, che si finge pescatore nei pressi di un pontile, mentre sta facendo un prelievo d'acqua da analizzare. Per arrestarlo Mitch e Garner convincono Megan a fare da esca. Nel frattempo Harvey corteggia una turista francese.

## Soldi! Soldi! Soldi!
- Titolo originale: Money, Honey
- Diretto da: Monte Markham
- Scritto da: Alan Swyer
- Interpreti: David Hasselhoff (Mitch Buchannon), Tom McTigue (Harvey Miller), Richard Jaeckel (Ben Edwards), Billy Warlock (Eddie Kramer), Erika Eleniak (Shauni McClain), Jeremy Jackson (Hobie Buchannon), Monte Markham (Capitano Don Thorpe), Gregory Alan Williams (Garner Ellerbee), Leslie Easterbrook (Dita), Nate Esformes (Fernando Miller), Robert Parucha (Dr. Frank Enriquez), Alan Wassermann (produttore), Jill Pierce (covergirl), Mark Hutch Eliot (Larry Brooks), Bernard Pock (attore), Dorian Gregory (spettatore), Jim Rhine (guardaspiaggia)

### Trama
Mitch ed Eddie vengono reclutati come bagnini per una festa privata. Dopo aver visto in azione Mitch, che si è prodigato a salvare un gruppo di persone, Dita, una produttrice di Hollywood, ne rimane impressionata. Quindi la regista offre a Mitch di fare l'attore in un film 'azione poiché l'attore principale non è più disponibile a seguito di un incidente. Harvey si finge agente di Mitch e chiede a dita di firmare il compenso e l'eventuale penale. Davanti al set però Mitch recita in modo imbarazzante. Dita, ormai infatuata del guardaspiaggia, fa una proposta indecente a Mitch, ma questi rifiuta. Nel frattempo Shauni organizza un concorso in bikini per ottenere cinquantamila dollari che andranno a finanziare un'organizzazione che cura gli animali marini.

## Il pontile pericoloso
- Titolo originale: The Fabolous Buchannon Boys
- Diretto da: Gus Trikonis
- Scritto da: Reed Moran
- Interpreti: David Hasselhoff (Mitch Buchannon), Tom McTigue (Harvey Miller), Richard Jaeckel (Ben Edwards), Billy Warlock (Eddie Kramer), Erika Eleniak (Shauni McClain), Jeremy Jackson (Hobie Buchannon), Monte Markham (Capitano Don Thorpe), Gregory Alan Williams (Garner Ellerbee), Tim Thomerson (Jim "Buzz" Buchannon), Pamela Bach (Kaye Morgan), Linden Chiles (Ellis Morgan), Chance Michael Corbitt (Kyle Buchannon), Buzz Belmondo (Eduardo), Lisa Saxton (vittima dell'imbroglio), Ben Donenberg (Dr. Klein), Ron Evans (bodybuilder), Michael Newman (Michael Newman), Gregory Barnett (Jim Barnett), Heinz Altieri (Heinz)

### Trama
Buzz, fratello maggiore di Mitch, ritorna in città per una breve visita e con sé ha il figlio dodicenne Kyle avuto da Felicia, una ragazza conosciuta in una comune. Aveva lasciato la famiglia molti anni prima perché era contrario all'intervento americano in Vietnam e da allora è diventato un giramondo. Il figlio Kyle non ha un buon rapporto con il padre e, per dimostrare il suo valore, vuole praticare surf in un luogo pericoloso.

## Prima e dopo
- Titolo originale: Point of Attack
- Diretto da: Alan Myerson
- Scritto da: Alan Swyer
- Interpreti: David Hasselhoff (Mitch Buchannon), Tom McTigue (Harvey Miller), Richard Jaeckel (Ben Edwards), Billy Warlock (Eddie Kramer), Erika Eleniak (Shauni McClain), Jeremy Jackson (Hobie Buchannon), Monte Markham (Capitano Don Thorpe), Gregory Alan Williams (Garner Ellerbee), John Allen Nelson (John D. Cort), Danny Trejo (Carlos Urueta), Richard Coca (Memo Urueta), Mark Adair-Rios (Sleepy), Joey Naber (Flaco), Peter Vasquez (spacciatore), George Oliver Hale (Dickerson), Sanino Villa Lobos (La Garra), Tammi Baliszewski (Tammi)

### Trama
Aiutato da Cort, tornato momentaneamente nel team dei guardaspiaggia, Eddie ha l'idea di fare entrare una gang di latinos nel programma W.A.T.E.R., programmata per aiutare i giovani "difficili". Eddie si focalizza in particolare su Memo, il leader del gruppo, ma viene costantemente ostacolato dal padre. 

## Casa dolce casa
- Titolo originale: Sandcastles
- Diretto da: Monte Markham
- Scritto da: Garner Simmons
- Interpreti: David Hasselhoff (Mitch Buchannon), Tom McTigue (Harvey Miller), Richard Jaeckel (Ben Edwards), Billy Warlock (Eddie Kramer), Erika Eleniak (Shauni McClain), Jeremy Jackson (Hobie Buchannon), Monte Markham (Capitano Don Thorpe), Gregory Alan Williams (Garner Ellerbee), Wendy Robie (June Reed), Pamela Bach (Kaye Morgan), Nikki Cox (Charlene Reed), Ron Howard George (Hector The Collector Clay), Mark Davenport (Clerk), Peggy McIntaggart (Lea)

### Trama
Negli ultimi tempi a Baywatch sono aumentati i senzatetto peggiorando così la situazione. Hobie incontra Charlene, una ragazzina senzatetto che non riesce a trovare la madre. Eddie viene accoltellato da un certo Hector The Collector.

## Il peso della vita
- Titolo originale: Thin or Die
- Diretto da: Douglas Schwartz
- Scritto da: Deborah Schwartz e Douglas Schwartz
- Interpreti: David Hasselhoff (Mitch Buchannon), Tom McTigue (Harvey Miller), Richard Jaeckel (Ben Edwards), Billy Warlock (Eddie Kramer), Erika Eleniak (Shauni McClain), Jeremy Jackson (Hobie Buchannon), Monte Markham (Capitano Don Thorpe), Gregory Alan Williams (Garner Ellerbee), Melinda Riemer (Nicole), Fran Ryan (Tillie McCabe), Lisa Rinna (Kelly), Hank Stone (Jake), Tony Bolano (Cal), Bruce Young (Derek), Heinz Altieri (Heinz), Patrice Leal (Brooke)

### Trama
Dopo aver litigato per futili motivi con Shauni, Eddie decide di prendere un appuntamento con Nicole, una donna conosciuta al telefono, ma mai vista prima. Quando Nicole si presenta, Eddie rimane deluso perché Nicole è una donna obesa. Nel frattempo Mitch e Harvey recuperano un cane nel bel mezzo dell'oceano.

## Il trofeo: I parte
- Titolo originale: The Trophy: Part I
- Diretto da: Douglas Schwartz
- Scritto da: David Braff
- Interpreti: David Hasselhoff (Mitch Buchannon), Tom McTigue (Harvey Miller), Richard Jaeckel (Ben Edwards), Billy Warlock (Eddie Kramer), Erika Eleniak (Shauni McClain), Jeremy Jackson (Hobie Buchannon), Monte Markham (Capitano Don Thorpe), Gregory Alan Williams (Garner Ellerbee), Michael Newman (Michael Newman), Heinz Altieri (Heinz), Daniel Quinn (Eric Turner), Vanessa Angel (Megan), David Groh (Frank Larkin), Allison Joy Langer (Caroline), Allison Barron (Jenna), Kelly Packard (Joanie), Patrick Andersen (Rob), Tracy Burton (Kris), Chance Boyer (Dave)

### Trama
Caroline Larkin, una ragazza originaria dell'Ohio di bassa estrazione sociale, viene emarginata dalle altezzose ragazze del suo liceo per il suo aspetto fisico. Così, per farsi notare, Caroline racconta alle altre ragazze di aver sedotto Eddie e di aver fatto l'amore. Una di loro riferisce il fatto al protettivo padre. Successivamente Eddie si trova denunciato per violenza sessuale. Nel frattempo Eric Turner, ex guardaspiaggia e amico di Mitch, ritorna a Baywatch. Dopo un grave incidente avvenuto un paio di anni prima, Turner si trova immobilizzato in sedia a rotelle e non riesce ad accettare la sua nuova condizione, rifiutando la solidarietà dell'ex fidanzata Megan.

## Il trofeo: II parte
- Titolo originale: The Trophy: Part II
- Diretto da: Douglas Schwartz
- Scritto da: Michael Berk
- Interpreti: David Hasselhoff (Mitch Buchannon), Tom McTigue (Harvey Miller), Richard Jaeckel (Ben Edwards), Billy Warlock (Eddie Kramer), Erika Eleniak (Shauni McClain), Jeremy Jackson (Hobie Buchannon), Monte Markham (Capitano Don Thorpe), Gregory Alan Williams (Garner Ellerbee), Michael Newman (Michael Newman), Heinz Altieri (Heinz), Daniel Quinn (Eric Turner), Vanessa Angel (Megan), David Groh (Frank Larkin), Allison Joy Langer (Caroline), Allison Barron (Jenna), Kelly Packard (Joanie), Patrick Andersen (Rob), Tracy Burton (Kris), Chance Boyer (Dave)

### Trama
Dopo l'accusa di violenza, Eddie viene sospeso da Baywatch. Nessuno sembra credere alla sua versione, per i suoi precedenti penali in età adolescenziale. Shauni cerca di rintracciare Caroline, per sapere come è andata veramente. Dopo l'arrivo di Ross, un biologo marino, fidanzato con Megan, Eric cerca di impressionare la sua ex, dimostrando di poter usare il deltaplano in un momento di forte pericolo.

## Fascino assassino
- Titolo originale: I Looks Could Kill
- Diretto da: Douglas Schwartz
- Scritto da: Michael Berk e Cuck Rapoport
- Interpreti: David Hasselhoff (Mitch Buchannon), Tom McTigue (Harvey Miller), Richard Jaeckel (Ben Edwards), Billy Warlock (Eddie Kramer), Erika Eleniak (Shauni McClain), Jeremy Jackson (Hobie Buchannon), Monte Markham (Capitano Don Thorpe), Gregory Alan Williams (Garner Ellerbee), Michael Newman (Michael Newman), Shannon Tweed (Allison Fowles), Ken Swofford (Lyle Connors), John Terrence (Steven Pierce), Matt McColm (Drew Lawrence)

### Trama
Mitch riesce a salvare Allison Fowles, che si era inabissata con l'automobile a seguito di un incidente stradale. Mitch rimane affascinato dalla bellezza della donna, però non sa che Allison è una pericolosa assassina.

## Un raduno movimentato
- Titolo originale: Reunion
- Diretto da: Gus Trikonis
- Scritto da: Michael Berk
- Interpreti: David Hasselhoff (Mitch Buchannon), Tom McTigue (Harvey Miller), Richard Jaeckel (Ben Edwards), Billy Warlock (Eddie Kramer), Erika Eleniak (Shauni McClain), Jeremy Jackson (Hobie Buchannon), Monte Markham (Capitano Don Thorpe), Gregory Alan Williams (Garner Ellerbee), Michael Newman (Michael Newman), Heinz Altieri (Heinz), Wendie Malick (Gayle Buchannon), Tom Villard (Howie), Tim Rossovich (Larry Veron), Billy Vera (Steve Roye), Glenn Morshower (Dan), Caitlin Dulany (Trish Buckley), Tracy Arnold (mamma della neonata), Kevin Brief (Max), Michael Lanning (Chuck), Patrice Leal (Brooke)

### Trama
Senza entusiasmo Mitch accetta la riunione dei vecchi compagni di scuola, maturità 1972, del West Palisades High School. Alla festa è presente anche Gayle. Mitch e Gayle, benché non si riconciliano, fanno un giro insieme dove riaffiorano i ricordi di scuola e quando si sono innamorati e poi sposati. Nel frattempo sotto la torretta 18, presieduta da Eddie, viene trovata una neonata abbandonata che ha con sé un messaggio di tenerla per ventiquattro ore.

## Guerra di nervi
- Titolo originale: War of Nerves
- Diretto da: Douglas Schwartz
- Scritto da: Deborah Schwartz e Douglas Schwartz
- Interpreti: David Hasselhoff (Mitch Buchannon), Tom McTigue (Harvey Miller), Richard Jaeckel (Ben Edwards), Billy Warlock (Eddie Kramer), Erika Eleniak (Shauni McClain), Jeremy Jackson (Hobie Buchannon), Monte Markham (Capitano Don Thorpe), Gregory Alan Williams (Garner Ellerbee), Cari-Hiroyuki Tagawa (Mason Sato), Pamela Bach (Kaye Morgan), Michael Newman (Michael Newman), Buzz Belmondo (Vito), Bobbie Phillips (guardaspiaggia), Peter Kent (uomo), Jill Pierce (giovane donna), Kelly Packard (ragazza), Heinz Altieri (Heinz)

### Trama
Mason Sato, un trafficante di droga che Mitch ha contribuito a far arrestare cinque anni prima, viene scarcerato. Per vendicarsi Sato inizia a tormentare Mitch, arrivando a rapire Hobie e Kaye.

## Sulla cresta dell'onda
- Titolo originale: Big Monday
- Diretto da: Gregory Bonann
- Scritto da: Michael Berk
- Interpreti: David Hasselhoff (Mitch Buchannon), Tom McTigue (Harvey Miller), Richard Jaeckel (Ben Edwards), Billy Warlock (Eddie Kramer), Erika Eleniak (Shauni McClain), Jeremy Jackson (Hobie Buchannon), Monte Markham (Capitano Don Thorpe), Gregory Alan Williams (Garner Ellerbee), Manu Tupou (Clarence), Dawn Jeffory (Sharon Seger), Vincent Klyn (Sonny Paalua), Aimee Walker (Lili Seger), Paul Raci, (Dan), Mike Simmrin (Clay), Michael Newman (Michael Newman)

### Trama
Mentre sta tentando di salvare una bambina non udente, Mitch ha una sorta di blocco. Tuttavia la bambina viene salvata da un giovane hawaiano. In quel momento Mitch ha rivissuto una terribile esperienza, nel "lunedì maledetto" del 1961, quando aveva sette anni, ha visto un bambino della sua età che è stato travolto da un'onda gigante. Nel frattempo Kaye prende a cuore il caso della piccola non udente, di nome Lili, e la porta in un istituto dove si impartiscono lezioni sulla lingua dei segni.

## Sogno premonitore
- Titolo originale: Sea of Flames
- Diretto da: Gregory Bonann e Douglas Schwartz
- Scritto da: Michael Berk
- Interpreti: David Hasselhoff (Mitch Buchannon), Tom McTigue (Harvey Miller), Richard Jaeckel (Ben Edwards), Billy Warlock (Eddie Kramer), Erika Eleniak (Shauni McClain), Jeremy Jackson (Hobie Buchannon), Monte Markham (Capitano Don Thorpe), Gregory Alan Williams (Garner Ellerbee), Michael Newman (Michael Newman), Costance Towers (Maggie James), Devino Tricoche (Scorch), Ken Swofford (Lyle Connors), Ron Packman (uomo sulla barca)

### Trama
Dopo che un vagabondo ha dato alle fiamme la sua torretta, Eddie, insieme a Shauni e al Lyle Conners, indaga su un laboratorio clandestino, che si trova al largo della costa, che produce una nuova droga chiamata "spice", Hobie ha un incubo, nel quale il padre viene travolto da una barca. Ben incontra una vecchia fiamma, Maggie James, un'attrice famosa che da trent'anni si è ritirata dalle scene.

## L'isola di Gilligan
- Titolo originale: Now Sit Right Back and You'll Hear a Tale
- Diretto da: Douglas Schwartz
- Scritto da: Lloyd Jeffry Schwartz
- Interpreti: David Hasselhoff (Mitch Buchannon), Tom McTigue (Harvey Miller), Richard Jaeckel (Ben Edwards), Billy Warlock (Eddie Kramer), Erika Eleniak (Shauni McClain), Jeremy Jackson (Hobie Buchannon), Monte Markham (Capitano Don Thorpe), Gregory Alan Williams (Garner Ellerbee), Bob Denver (Gilligan), Dawn Wells (Mary Ann Summers), Lisa McCullough (Susi)

### Trama
Scendendo giù dalle scale della sua torretta, Eddie batte la testa e sviene. Nel periodo in cui è incosciente, Eddie sogna di essere uno dei protagonisti de L'isola di Gilligan, sitcom televisiva degli anni Sessanta di cui è appassionato.

## Camera iperbarica
- Titolo originale: The Chamber
- Diretto da: Gregory Bonann
- Scritto da: Alan Swyer e Gregg Segal
- Interpreti: David Hasselhoff (Mitch Buchannon), Tom McTigue (Harvey Miller), Richard Jaeckel (Ben Edwards), Billy Warlock (Eddie Kramer), Erika Eleniak (Shauni McClain), Jeremy Jackson (Hobie Buchannon), Monte Markham (Capitano Don Thorpe), Gregory Alan Williams (Garner Ellerbee), Michael Newman (Michael Newman), Kevin Page (Hal), Will Estes (Cooper), Heinz Altieri (Heinz)

### Trama
Mentre sta vogando nell'oceano, Mitch viene richiamato da un ragazzino. Suo padre è intrappolato a trenta metri sott'acqua senza attrezzatura subacquea. Mitch riesce a salvare l'uomo, però i due risalgono velocemente in superficie e rischiano la malattia da decompressione. Nell'ospedale più vicino c'è solo una camera iperbarica, perché la seconda non è in funzione. Mitch lascia che entri prima l'altro uomo e viene così trasportato, via elicottero, in una struttura più lontana. Poco prima di questo fatto Mitch aveva ricevuto una lettera da Craig, ora vive in Connecticut e la moglie Gina è rimasta incinta.

## Il fratello maggiore
- Titolo originale: Shark's Cove
- Diretto da: Monte Markham
- Scritto da: Deborah Schwartz e Douglas Schwartz
- Interpreti: David Hasselhoff (Mitch Buchannon), Tom McTigue (Harvey Miller), Richard Jaeckel (Ben Edwards), Billy Warlock (Eddie Kramer), Erika Eleniak (Shauni McClain), Jeremy Jackson (Hobie Buchannon), Monte Markham (Capitano Don Thorpe), Gregory Alan Williams (Garner Ellerbee), Blake Gibbons (Bobby Kramer), Ernie Lively (signor Kent), Lilyan Chauvin (dottoressa Lester), Monica Creel (Debbie Kent), Belinda Balaski (madre sulla spiaggia), Spencer Rochfort (Zack), Michael Cade (Bobby da ragazzo), Chris Saavedra (Eddie da bambino), Danielle Raciti (una ragazza), Noon Orsatti (Todd), Erik Rondell (Danny)

### Trama
Debbie Kent, un'amica di Shauni, è un'universitaria che pratica nuoto. Il padre non approva la relazione di Debbie con Zack, un giovane surfista. Una sera Debbie viene inghiottita dall'oceano sotto gli occhi di Zack. Apparentemente Debbie è stata uccisa da uno squalo. Nel frattempo Eddie porta il fratellastro Bobby in spiaggia. Bobby, che soffre di Schizofrenia, è ricoverato in un centro di cura.

## Un ammiratore poeta
- Titolo originale: The Lost Treasure of Tower 12
- Diretto da: Cliff Bole
- Scritto da: Glenn Bruce e David Braff
- Interpreti: David Hasselhoff (Mitch Buchannon), Tom McTigue (Harvey Miller), Richard Jaeckel (Ben Edwards), Billy Warlock (Eddie Kramer), Erika Eleniak (Shauni McClain), Jeremy Jackson (Hobie Buchannon), Monte Markham (Capitano Don Thorpe), Gregory Alan Williams (Garner Ellerbee), Michael Newman (Michael Newman), Brian Patrick Clarke (Beggs), Stuart Fraklin (Clark), Michael Benedetti (Ian), Rance Howard (Joe), Karissa Corday (Nancy), Mari Morrow (Pam), Anita Hart (Nicki), Patrice Leal (guardaspiaggia Brooke)

### Trama
Da un po' di tempo Shauni viene corteggiata da Ian, un poeta che scrive le sue opere proprio in spiaggia. Con il suo metal detector, Ian riesce a trovare un cofanetto pieno di gioielli, sotto la torretta 12, proprio quella presieduta da Shauni. Il "tesoro" si tratta in realtà della refurtiva di due ladri, tanto maldestri quanto pericolosi. 

## Acque tossiche
- Titolo originale: The Big Spill
- Diretto da: Cliff Bole
- Scritto da: David Braff
- Interpreti: David Hasselhoff (Mitch Buchannon), Tom McTigue (Harvey Miller), Richard Jaeckel (Ben Edwards), Billy Warlock (Eddie Kramer), Erika Eleniak (Shauni McClain), Jeremy Jackson (Hobie Buchannon), Monte Markham (Capitano Don Thorpe), Gregory Alan Williams (Garner Ellerbee), Jeff Lester (Lane Brody), James Sloyan (signor Drishler), Chris Winfield (Peterson), Valerie Bickford (infermiera), Heinz Altieri (Heinz), Patricia Supancic (Brenda Nickman)

### Trama
Dopo essersi tuffato per salvare l'amica Brenda, caduta nella laguna con la bicicletta, Hobie si ammala con segni di avvelenamento. Lo stesso accade a Brenda. Nel frattempo ritorna a Baywatch Lane Brody, un ex guardaspiaggia diventato un ambientalista di fama internazionale, tanto da meritarsi la copertina della rivista Newsweek. Brody sta indagando sulle Industrie Tracsion, che sono accusate di scaricare sostanze velenose nell'oceano.

## Gioco delle probabilità
- Titolo originale: Game of Chance
- Diretto da: Georg Fenady
- Scritto da: David Braff
- Interpreti: David Hasselhoff (Mitch Buchannon), Tom McTigue (Harvey Miller), Richard Jaeckel (Ben Edwards), Billy Warlock (Eddie Kramer), Erika Eleniak (Shauni McClain), Jeremy Jackson (Hobie Buchannon), Monte Markham (Capitano Don Thorpe), Colleen Morris (Kim McClain), Albert Stratton (Robert McClain), Vincent Van Patten (Vincent), Jason Broooks (Brown Goodman), Tuc Watkins (Gary), Maria Adam (Trish McClain), Eric Waterhouse (John Miles), Heinz Altieri (Heinz), Gregory Barnett (Jim Barnett)

### Trama
Mitch e Harvey si sono recati in un yacht offshore. Harvey sta facendo una mano di poker ed è sicuro di vincere tanto da puntare all'All-In mettendo in palio addirittura il Rolex di Mitch, che gli era stato regalato dal padre e che ne è attaccato. Dunque Harvey vince la mano e si intasca la bellezza di ventimila dollari. All'improvviso si presenta un uomo mascherato che deruba Harvey e tutti i presenti, fuggendo poi via con un furgoncino anfibio. Volendo riprendersi il denaro e il rolex, Harvey e Mitch iniziano ad indagare. Nel frattempo Shauni invita Eddie a un pranzo di famiglia nella lussuosa villa a Beverly Hills. Il padre Robert, disapprovando la relazione di Shauni, non nasconde il suo disprezzo verso Eddie. Durante una festa Kim, la sorella maggiore di Shauni, si tuffa nella piscina della villa per recuperare l'anello di fidanzamento, però la mano resta impigliata nel sifone. Kim rischia così di morire affogata. In quel momento Eddie si trovava sul posto e non esita a tuffarsi per salvarla. Nonostante ciò Robert non cambia idea su Eddie. Shauni decide di lasciare la villa di famiglia per unirsi al suo ragazzo. 

## L'estate dell'85
- Titolo originale: Summer of '85
- Diretto da: Michael Berk
- Scritto da: Michael Berk
- Interpreti: David Hasselhoff (Mitch Buchannon), Tom McTigue (Harvey Miller), Richard Jaeckel (Ben Edwards), Billy Warlock (Eddie Kramer), Erika Eleniak (Shauni McClain), Jeremy Jackson (Hobie Buchannon), Monte Markham (Capitano Don Thorpe), Gregory Alan Williams (Garner Ellerbee), Michele Berk (Lona Cosgrove), Karen Kondazian (Bella), Toni Basil (Rosalind), Michael John Meyer (Roger), Robert Gavin (Eddie quindicenne), Zack Wood (Gary), Florence Leonard (Flo), Joshua Berk (Josh), Gregory Barnett (Jim Barnett)

### Trama
Sotto la spinta di Harvey, Eddie e Shauni si recano da Rosalind, una chiromante, per sapere del loro futuro di coppia. Rosalind predice a Eddie che rivedrà il suo primo vero amore avuto a quindici anni. Casualmente Eddie incontra Lorna Cosgrove, una pittrice più anziana di lui, che aveva conosciuto nel Massachusetts nell'estate del 1985 quando aveva quindici anni, con la quale aveva avuto un breve ma intenso rapporto. Shauni si ingelosisce e, con l'aiuto di Garner, scopre che Lorna si è trovata coinvolta in un caso di omicidio proprio nell'estate del 1985.